# Beyrie-en-Béarn
Beyrie-en-Béarn é uma comuna francesa na região administrativa da Nova Aquitânia, no departamento dos Pirenéus Atlânticos. Estende-se por uma área de 2,73 km². Em 2010 a comuna tinha 194 habitantes (densidade: 71,1 hab./km²).